# Comércio transaariano

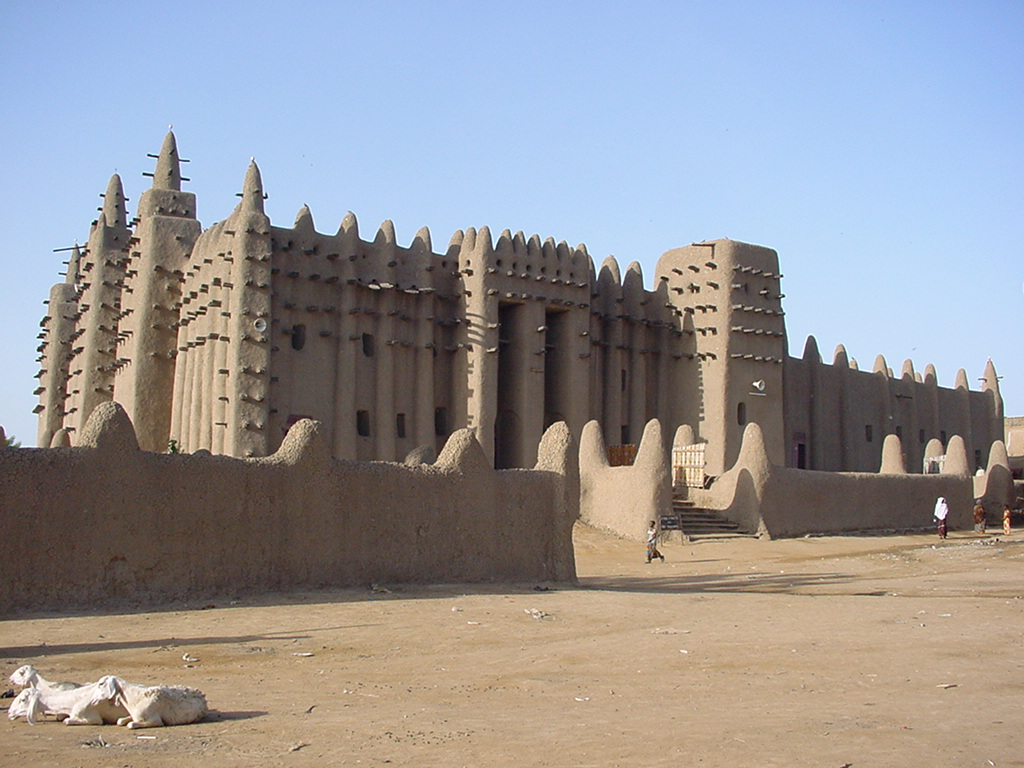
Mesquita de Djené, fundada em 800, importante centro comercial e, atualmente, Patrimônio da Humanidade

O comércio transaariano, em suas diversas rotas, ligava as várias praças mercantis com as zonas de abastecimento, as minas de sal do Deserto do Saara, as regiões auríferas do Sael e as áreas de extração de pimenta e noz-de-cola das florestas tropicais.
O reino de Mali da mesma região de Gana, sendo mais poderoso, controlava o comércio transaariano e as rotas caravaneiras. Ele favoreceu a difusão do islamismo no norte da África e nos reinos e impérios do Sael (entre o deserto do Saara e as terras mais férteis, ao sul), onde eram comercializadas especiarias.
Os terminais norte do comércio transaariano eram formados pelos pontos mediterrânicos, como os de Túnis, Cairo e Argel, e por cidades como Marraquexe, Sijilmassa e Fez. Os terminais sul dessas rotas eram as cidades saelianas de Audagoste, Ualata, Tombuctu, Gao, Tadmeca, e Agadéz. A partir daí, os produtos trazidos pelas caravanas seguiam por redes transaelianas de comércio, tanto na direção leste como na oeste.

## Comércio Inicial Transaariano

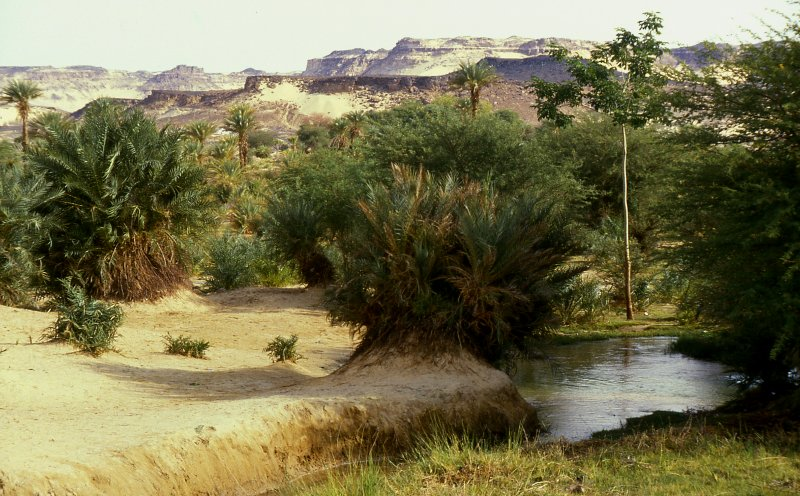
O oásis de Bilma no nordeste do Níger, com a escarpa de Kaouar ao fundo

Os egípcios pré-dinásticos comercializavam com a Núbia ao sul, com os oásis do Deserto Ocidental a oeste e com as culturas do Mediterrâneo Oriental a leste. Muitas rotas comerciais iam de oásis a oásis para reabastecer alimentos e água.  Cidades que datam da Primeira Dinastia do Egito surgiram ao longo das junções do Nilo e do Mar Vermelho, atestando a antiga popularidade da rota. Tornou-se uma importante rota de Tebas até o porto de Elim, no Mar Vermelho, de onde os viajantes então seguiam para a Ásia, Arábia ou o Chifre da África . Existem registros que documentam o conhecimento da rota entre Senusret I, Seti, Ramsés IV e também, mais tarde, o Império Romano, especialmente para mineração. A rota comercial de Darb al-Arbain, passando por Kharga no sul e Asyut no norte, foi usada desde o Antigo Império para o transporte e comércio de ouro, marfim, especiarias, trigo, animais e plantas.  Mais tarde,os romanos protegeriam a rota.  Descrita por Heródoto como uma estrada "percorrida em quarenta dias", tornou-se em sua época uma importante rota terrestre que facilitava o comércio entre a Núbia e o Egito. 

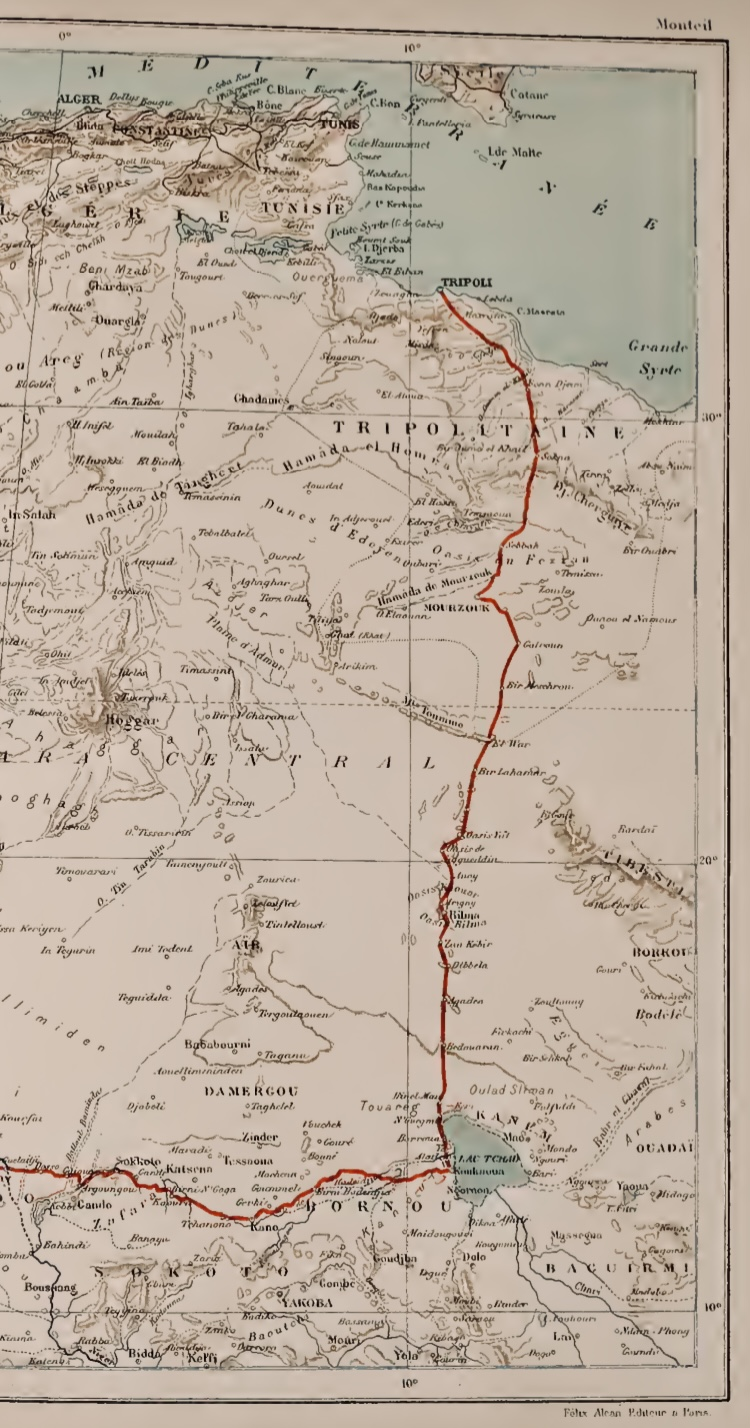
Mapa da rota Trípoli – Murzuk – Lago Chade de Parfait-Louis Monteil (1895)

Os pastores do Fezzan da Líbia, conhecidos como Garamantes, controlavam essas rotas já em 1500 a.C. De sua capital, Germa, o Império Garamanteano controlou o norte até o mar e o sul até o Sahel. No século IV a.C., as cidades-estados da Fenícia expandiram seu controle para o território e as rotas outrora ocupadas pelos Garamantes.  Shillington afirma que o contato existente com o Mediterrâneo recebeu incentivo adicional com o crescimento da cidade portuária de Cartago . Fundada por volta de 800 a.C., Cartago se tornou um terminal para ouro, marfim e escravos da África Ocidental. A África Ocidental recebia sal, tecidos, contas e produtos de metal. Shillington prossegue identificando essa rota comercial como a fonte da fundição de ferro da África Ocidental.  O comércio continuou na época romana. Embora existam referências clássicas a viagens diretas do Mediterrâneo para a África Ocidental, a maior parte desse comércio era conduzida por intermediários, que habitavam a área e conheciam as passagens pelas terras secas.